# ۲۶۶ (پیش از میلاد)
۲۶۶ (پیش از میلاد) ۲۶۶مین سال قبل از تقویم میلادی است.